# Brice Clotaire Oligui Nguema
Brice Clotaire Oligui Nguema (n. 3 martie 1975, Ngouoni⁠(d), Provincia Haut-Ogooué, Gabon) este un politician și ofițer militar gabonez care ocupă funcția de președinte al Gabonului din mai 2025. Anterior, a condus țara într-un guvern de tranziție după lovitura de stat din 2023, fiind președintele Comitetului pentru Tranziție și Restaurarea Instituțiilor. Membru al familiei Bongo și verișor al fostului președinte Ali Bongo⁠(d), Oligui a jucat un rol-cheie în înlăturarea acestuia. Din 2020, este și comandant al Gărzii Republicane gaboneze. A fost ales președinte în alegerile din 2025, obținând peste 90% din voturi.

## Biografie
Născut în provincia Haut-Ogooué, considerată un bastion tradițional al familiei conducătoare Bongo, Brice Clotaire Oligui Nguema este fiul unei mame teke și al unui ofițer militar fang. Este văr pe linie maternă al fostului președinte Ali Bongo⁠(d). A fost crescut în principal de familia mamei sale în Haut-Ogooué și a urmat studii superioare la Universitatea Omar Bongo.

## Carieră
Oligui a studiat la Academia Militară Regală din Meknes, Maroc. A fost aghiotant al președintelui Omar Bongo⁠(d) până la moartea acestuia, în 2009. Ulterior, a activat ca atașat militar în cadrul ambasadelor Gabonului din Maroc și Senegal. În octombrie 2018, a fost rechemat în Gabon, unde l-a înlocuit pe fratele vitreg al președintelui Ali Bongo⁠(d), colonelul Frédéric Bongo, în fruntea serviciului de informații al Gărzii Republicane. A fost avansat la gradul de general de brigadă în aprilie 2019. În 2021, a relansat Operațiunea Mamba, o campanie de arestare a oficialilor corupți.
În aprilie 2020, a preluat conducerea Gărzii Republicane a Gabonului, succedându-i generalului Grégoire Kouna, un văr al președintelui de atunci, Ali Bongo. A extins considerabil Secția de Intervenții Speciale (SIS), o unitate specială aflată sub autoritatea directă a președintelui, crescând efectivele acesteia de la aproximativ treizeci la peste 300 de membri. De asemenea, a compus un cântec care conținea versul: „Îmi voi apăra președintele cu onoare și loialitate”.
Potrivit unei anchete publicate în 2020 de Organized Crime and Corruption Reporting Project (OCCRP), Oligui deține mai multe proprietăți în Statele Unite evaluate la peste un milion de dolari și a contribuit, de asemenea, la extinderea afacerilor internaționale ale familiei Bongo. Întrebat despre aceste activități, el a declarat că este vorba despre „o chestiune privată”.
Oficiali ai regimului Bongo și alte persoane care au interacționat cu Oligui l-au descris drept „un om destul de inteligent, cu care se poate discuta ușor”, „discret” și „un om al consensului”, „foarte apreciat de oamenii săi”.

## Lovitura de stat și președinția
La 30 august 2023, Nguema și Garda sa Republicană au preluat puterea fără a întâmpina rezistență, în urma unei lovituri de stat. Aceasta a avut loc la doar câteva ore după ce autoritățile electorale anunțaseră, în toiul nopții, că președintele în funcție, Ali Bongo⁠(d), obținuse un al treilea mandat de șapte ani, cu un procent semnificativ de 64% din voturi în alegerile prezidențiale din Gabon din 2023, desfășurate cu câteva zile înainte.
După lovitura de stat, Comitetul pentru Tranziție și Restaurarea Instituțiilor l-a desemnat pe Oligui în funcția de președinte interimar al Gabonului, într-un anunț transmis la televiziunea de stat. Ulterior, el a fost surprins purtat pe umerii unor membri entuziaști ai armatei, care îl aclamau drept „Președinte”.
Într-un interviu acordat ziarului Le Monde în aceeași zi, el s-a referit la Bongo ca fiind „retras” și a afirmat că armata a organizat lovitura de stat din cauza nemulțumirii acumulate în țară după accidentul vascular suferit de Bongo în 2018, decizia acestuia de a candida pentru un al treilea mandat, încălcarea Constituției și modul de desfășurare al alegerilor. Numirea sa ca președinte interimar a fost ulterior confirmată de alți generali, iar la 4 septembrie a fost învestit oficial în funcția de „președinte de tranziție” la Palatul Prezidențial. În discursul său inaugural, a promis organizarea unor alegeri „libere și transparente”, fără a indica însă o dată precisă. De asemenea, a anunțat formarea unui nou guvern în zilele următoare și a propus elaborarea unei noi legislații electorale, un nou cod penal, organizarea unui referendum pentru adoptarea unei noi constituții și eliberarea tuturor deținuților politici.
În octombrie 2023, Oligui a anunțat că renunță la salariul de președinte și că va trăi doar din venitul său ca șef al Gărzii Republicane.
În martie 2025, Oligui și-a anunțat candidatura la alegerile prezidențiale gaboneze, care urmau să aibă loc la 12 aprilie 2025. În perioada premergătoare scrutinului, el și-a creat propria platformă politică, intitulată Adunarea Constructorilor. A fost ales cu 90,35% din voturi și a fost învestit în funcție la 3 mai.

## Viață personală
Oligui este creștin. Cumnatul său, Régis Onanga Ndiaye, deține funcția de ministru al Afacerilor Externe.